# Шувалов Павло Андрійович
Граф Павло Андрійович Шувалов (1776—1823) — російський генерал-лейтенант, генерал-ад'ютант, який відзначився під час війн з Наполеоном.

## Життєпис
Був другим сином літератора-галомана Андрія Петровича Шувалова від шлюбу з Катериною Петрівною, дочкою фельдмаршала Петра Салтикова. Виховання отримав на французький лад.
На службу вступив малолітнім корнетом до лейб-гвардії Кінного полку 12 лютого 1786 року. 3 січня 1793 отримав звання підпоручика. 1794 бився з поляками та був нагороджений 1 січня 1795 орденом Святого Георгія 4-го ступеня.
18 серпня 1798 отримав звання полковника. З 5 квітня 1799 до 15 вересня 1801 року перебував у відставці. У 1799–1800 роках брав участь в Італійському та Швейцарському походах, зазнав поранення на Сен-Готардському перевалі. 15 вересня 1801 отримав звання генерал-майора. 11 червня 1803 став шефом Глухівського кірасирського полку.
1807 бився з французами у Пруссії. 7 липня 1808 отримав звання генерал-ад'ютанта, залишивши шефський пост. Під час зимової кампанії 1809 проти шведів, командуючи окремим корпусом, захопив місто Торнео, змусив чисельний загін шведських військ до капітуляції, за що 20 березня 1809 року отримав звання генерал-лейтенанта. З грудня 1809 до травня 1811 року перебував з особливими дорученнями у Відні.
1812 командував 4-м піхотним корпусом, проте на самому початку військових дій через хворобу залишив армію. У кампаніях 1813–1814 років перебував при імператорі Олександрі I, брав участь у головних битвах. Двічі відряджався для перемовин з французами щодо укладення перемир'я. За Лейпцизьку битву був нагороджений орденом Святого Олександра Невського. 1814 супроводжував Наполеона на острів Ельба як комісар російського уряду, врятував йому життя, за що у подарунок отримав пам'ятну шаблю. У подальшому перебував при особі імператора й виконував окремі дипломатичні доручення.
Помер 1 грудня 1823. Був похований на Георгіївському цвинтарі Великої Охти в Петербурзі.

## Родина
1815 року одружився з княжною Варварою Шаховською (1796—1870), чия мати шокувала Катерину II шлюбом з принцом Аренбергом. Від того шлюбу народились двоє синів:
- Андрій (1816—1876), флігель-ад'ютант, з 1844 року був одружений з Софією Воронцовою (1825—1879), дочкою князя Михайла Воронцова.
- Петро (1819—1900), камергер, член Редакційних комісій. Був одружений з Софією Наришкіною (1829—1894), дочкою Льва Наришкіна та Ольги Потоцької.

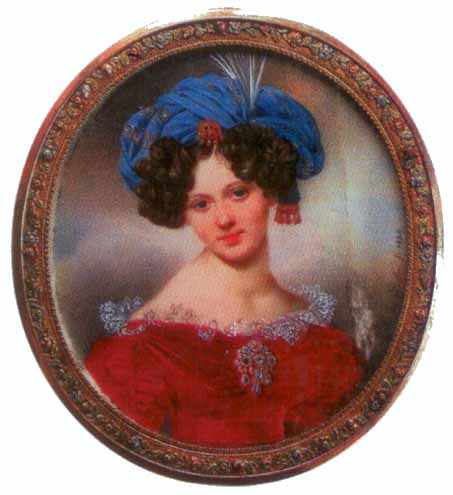
Варвара Петрівна, дружина
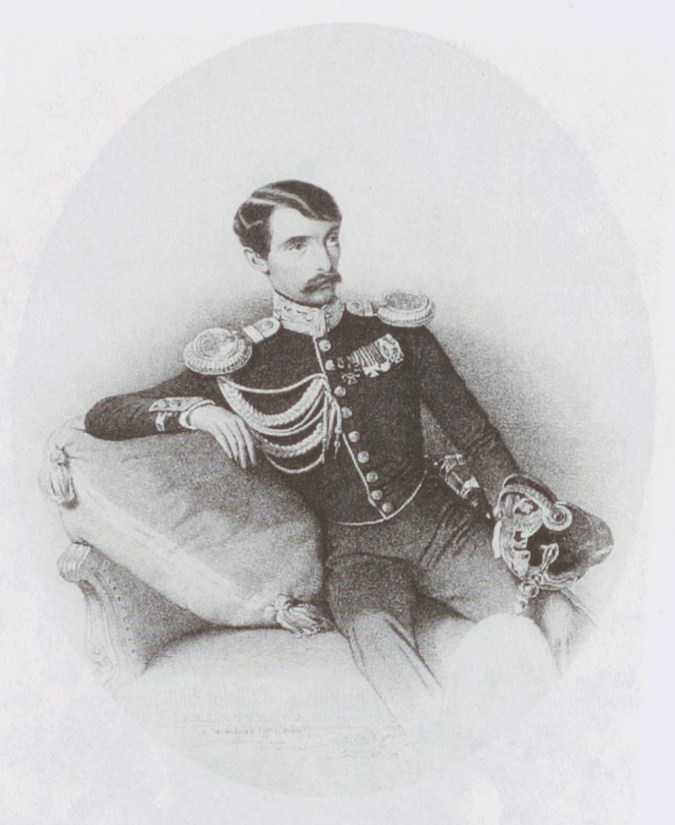
Андрій, син
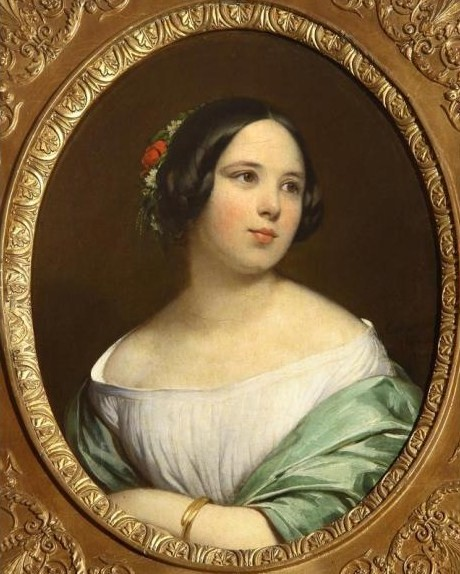
Софія Михайлівна, невістка
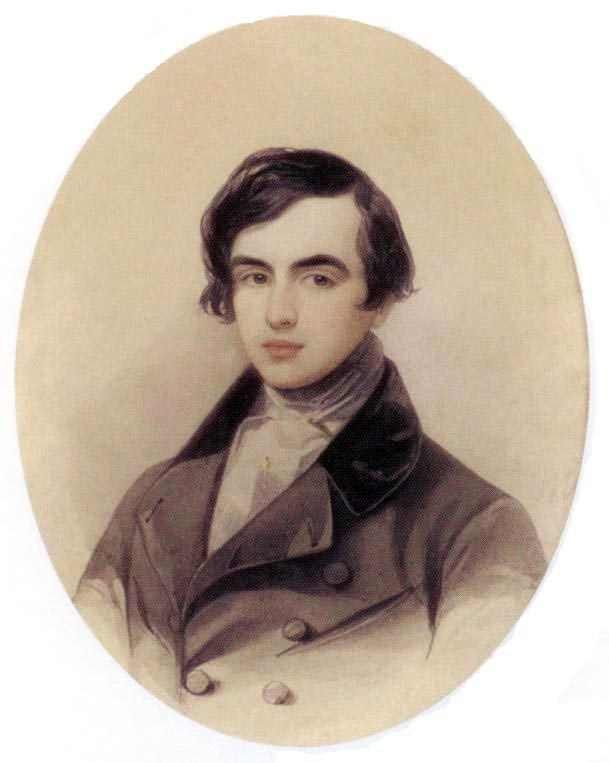
Петро, син
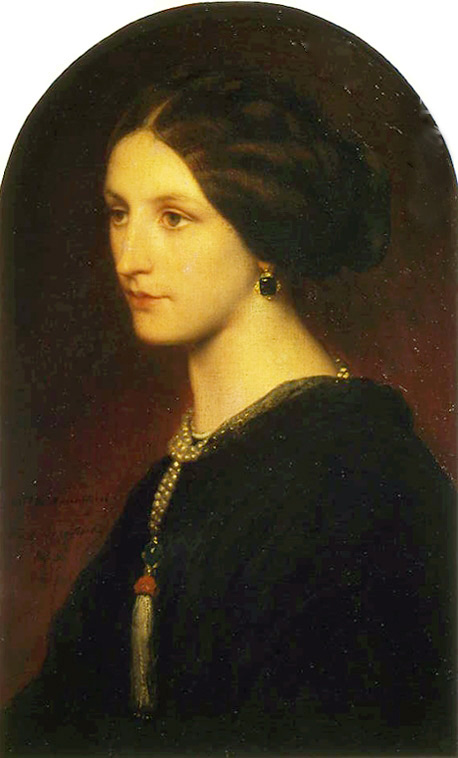
Софія Львівна, невістка